# Minettia dichroa
Minettia dichroa är en tvåvingeart som beskrevs av Malloch 1933. Minettia dichroa ingår i släktet Minettia och familjen lövflugor. Inga underarter finns listade i Catalogue of Life.